# کوه هاکودا (فیلم ۱۹۷۷)
کوه هاکودا (انگلیسی: Mount Hakkoda) فیلمی ژاپنی محصول ۱۹۷۷ به کارگردانی شیرو موریتانی است.